# Peter Elsholtz
Peter Elsholtz (20 de octubre de 1907-30 de agosto de 1977) fue un actor y director alemán.

## Biografía
Su nombre completo era Peter Ludwig Wilhelm Elsholtz, y nació en Berlín, Alemania. Hijo de un comerciante, a mediados de la década de 1920 se formó en la Escuela de Teatro Max-Reinhardt, y con 19 años tuvo ya un primer compromiso en Viena. Bajo la dirección de Reinhardt debutó en 1926 con la obra Neidhardt von Gneisenau. En 1927 llegó al Teatro de Cámara de Múnich dirigido por Otto Falckenberg. Actuó también en teatros de Leipzig, Königsberg y Berlín, donde representó desde principios de los años 1930 en el Saltenburg-Bühnen, el Komödienhaus, el Teatro Hebbel y el Tribüne. En el Teatro Hebbel actuó bajo la dirección de Karl Heinz Martin y también trabajó como director.
Afincado desde 1934 en Berlín, Peter Elsholtz actuó por vez primera antes las cámaras dos años después. Hasta el final de la Segunda Guerra Mundial fue intérprete de diferentes papeles de reparto en cintas como Ritt in die Freiheit (1936), Das Schloß in Flandern (1936), Der Herrscher (1937), Die Warschauer Zitadelle (1937) y Der Fuchs von Glenarvon (1940). También actuó en películas de carácter propagandístico como Mann für Mann (1939), Der Fuchs von Glenarvon (1940), Achtung! Feind hört mit (1940), Mein Leben für Irland (1940), Über alles in der Welt (1941) y Fronttheater (1942).
Finalizada la guerra, Elsholtz apenás actuó ya en el cine, aunque se ocupó como director de doblaje.
Peter Elsholtz falleció en Berlín en 1977. Había estado casado con la actriz de voz y escritora de diálogos Karin Vielmetter (1907-?). Sus hijos Edith Elsholtz (1930–2004) y Arne Elsholtz (1944–2016) fueron también intérpretes y actores de voz.

## Filmografía
- 1936 : Schlußakkord
- 1936 : Das Schloß in Flandern
- 1936 : Ritt in die Freiheit
- 1936 : Truxa
- 1937 : Der Herrscher
- 1937 : Die Warschauer Zitadelle
- 1937 : Revolutionshochzeit
- 1937 : Der Berg ruft
- 1938 : Die Frau am Scheidewege
- 1938 : Schatten über St. Pauli
- 1938 : Am seidenen Faden
- 1938 : Zwei Frauen
- 1938 : Verliebtes Abenteuer
- 1939 : Mann für Mann
- 1939 : Robert Koch, der Bekämpfer des Todes
- 1939 : Dein Leben gehört mir
- 1939 : Blutsbrüderschaft
- 1940 : Der Fuchs von Glenarvon
- 1940 : Die 3 Codonas
- 1940 : Achtung! Feind hört mit!
- 1940 : Traummusik
- 1940 : Falschmünzer
- 1940 : Mein Leben für Irland
- 1941 : Alarm
- 1941 : Über alles in der Welt
- 1940/1941 : Anschlag auf Baku
- 1941 : … reitet für Deutschland
- 1941 : Venus vor Gericht
- 1942 : Andreas Schlüter
- 1942 : Stimme des Herzens
- 1942 : Titanic
- 1942 : Wenn der junge Wein blüht
- 1943 : Großstadtmelodie
- 1948 : Straßenbekanntschaft
- 1948 : Verführte Hände
- 1952 : Cuba Cabana
- 1953 : Musik bei Nacht
- 1954 : Ein guter Rat – Ihr Gewinn (corto documental, como codirector)
- 1955 : Urlaub auf Ehrenwort
- 1957 : Auf Wiedersehen, Franziska!